# GP Cham-Hagendorn
De SwissEver GP Cham-Hagendorn is een voormalige eendaagse wielerwedstrijd voor vrouwen die tussen 1987 en 2019 werd georganiseerd in Cham, Zwitserland. Vanaf 2015 behoorde de wedstrijd tot de UCI 1.2-categorie.

## Erelijst
| Jaar          | Winnares               | Tweede                | Derde                   |
| ------------- | ---------------------- | --------------------- | ----------------------- |
| 1987          | Barbara Erdin-Ganz     | Edith Schönenberger   | Isabelle Michel         |
| 1988          | Barbara Erdin-Ganz     | Brigitte Gyr-Gschwend | Cornelia Schär          |
| 1989          | Susanne Jolidon-Krauer | Eva Gallmann          | Renate Loosli           |
| 1990-'92      | niet georganiseerd     | niet georganiseerd    | niet georganiseerd      |
| 1993          | Evelyne Müller         | Yvonne Schnorf-Wabel  | Yvonne Elkuch           |
| 1994          | Natalja Kistchuk       | Sylvie Riedle         | Alexandra Rutz          |
| 1995          | Rebecca Bailey         | Elena Ogui            | Marcia Eicher           |
| 1996          | Daniela Vogel          | Barbara Heeb          | Rebecca Bailey          |
| 1997          | Natalja Yuganiuk       | Yvonne Schnorf-Wabel  | Elena Ogui              |
| 1998          | Sandra Wampfler        | Yvonne Schnorf-Wabel  | Barbara Heeb            |
| 1999          | Yvonne Schnorf-Wabel   | Natalja Yuganiuk      | Marion Brauen           |
| 2000          | niet georganiseerd     | niet georganiseerd    | niet georganiseerd      |
| 2001          | Priska Doppmann        | Noemi Cantele         | Natalja Kistchuk        |
| 2002          | Sarah Grab             | Denise Baumann        | Alexandrine Petitpierre |
| 2003          | Irene Hostettler       | Marika Murer          | Tanja Schmidt-Hennes    |
| 2004          | Bridget Evans          | Clemilda Fernandes    | Annette Beutler         |
| 2005          | niet georganiseerd     | niet georganiseerd    | niet georganiseerd      |
| 2006          | Helen Kelly            | Noemi Cantele         | Annette Beutler         |
| 2007          | Nicole Cooke           | Caroline Steffen      | Emma Rickards           |
| 2008          | Andrea Thürig          | Jessica Schneeberger  | Mirjam Hauser-Senn      |
| 2009          | Alessandra D'Ettorre   | Mirjam Schwager       | Karin Thürig            |
| 2010          | Kataržina Sosna        | Simona Frapporti      | Rossella Callovi        |
| 2011          | Andrea Wolfer          | Pascale Schnider      | Daniela Gass            |
| 2012          | niet georganiseerd     | niet georganiseerd    | niet georganiseerd      |
| 2013          | Nicole Hanselmann      | Andrea Graus          | Jacqueline Hahn         |
| 2014          | Elke Gebhardt          | Désirée Ehrler        | Nicole Hanselmann       |
| UCI-wedstrijd |                        |                       |                         |
| 2015          | Lizzie Williams        | Valentina Scandolara  | Rasa Leleivytė          |
| 2016          | Lotta Lepistö          | Roxane Fournier       | Sarah Roy               |
| 2017          | Sarah Roy              | Stephanie Pohl        | Arianna Fidanza         |
| 2018          | Amanda Spratt          | Arianna Fidanza       | Désirée Ehrler          |
| 2019          | Julie Leth             | Lizzy Banks           | Kathrin Schweinberger   |

### Meervoudige winnaars
| Overwinningen | Renner             | Land        | Jaren       |
| ------------- | ------------------ | ----------- | ----------- |
| 2             | Barbara Erdin-Ganz | Zwitserland | 1987 + 1988 |

### Overwinningen per land
| Overwinningen | Land                                                                                 |
| ------------- | ------------------------------------------------------------------------------------ |
| 13            | Zwitserland                                                                          |
| 5             | Australië                                                                            |
| 2             | Oekraïne                                                                             |
| 1             | Duitsland, Denemarken, Finland, Italië, Litouwen, Nieuw-Zeeland, Verenigd Koninkrijk |